# 回凤塔
回凤塔，又名回凤砖塔，位于山西省定襄县受录乡回凤村东北约500米处，2007年6月6日被列入忻州市文物保护单位。
回凤塔本是普济寺内的一座塔，如今普济寺已经不存。据宋代《新修和尚石塔记》记载，此塔建于宋哲宗元祐元年（公元1086年）。
回凤塔是一座砖造楼阁式塔，塔高七层，总高度约17米，占地面积大约为20平方米。底层高2.5米，平面呈正方形，边长4.5米。第二层至第七层均为平面六边形。自底层至七层塔逐渐减小。二至七层均有仿木斗栱及檐椽。塔顶为铁铸尖顶。
1981年，定襄县人民政府将回凤砖塔列为定襄县文物保护单位。2007年6月6日，回凤塔被列入首批忻州市文物保护单位。由于回凤塔处在下湿盐碱地中，塔座受到侵蚀，回凤塔身已略向南倾。